# Septembers himmel er så blå
Septembers himmel er så blå er en efterårssang, der blev skrevet af Alex Garff i 1949. Komponisten Otto Mortensen har skrevet melodien samme år.
Sangen/digtet blev skrevet en søndag morgen på Ry Højskole som et svar på en konkurrence udskrevet af Danmarks Skoleradio, der præsenterede digtet under titlen Sensommersang.
Alex Garff nævner efterårets farver, en syngende lærk og nyplantet vintersæd. Samtidig laver han en kobling mellem efteråret og menneskelivet - "At flyve som et forårsfrø / for sommerblomst at blive / er kun at visne for at dø, / kan ingen frugt du give".